# Pallanuoto maschile ai XIX Giochi panamericani
Il XIX torneo panamericano di pallanuoto maschile si svolge all'interno dei Giochi panamericani 2023 di Santiago del Cile, in Cile. Le gare si disputano dal 30 ottobre al 4 novembre 2023 al Centro Aquático del Parco dello Stadio Nazionale del Cile, nella zona di Ñuñoa.
Hanno partecipato alla competizione otto squadre maschili. La formula è stata la stessa della precedente edizione: Si sono disputati due gironi preliminari dove nessuna squadra veniva eliminata per la corsa alla medaglia d'oro, ma che servivano per definire la griglia per i quarti di finale a eliminazione diretta. La squadra vincente si è automaticamente qualificata per i Giochi olimpici di Parigi del 2024, mentre le squadre classificate dal secondo al quarto posto si sono qualificate per il torneo pre-olimpico del 2024.

## Fase preliminare

### Gruppo A
| Squadra     | Pti | G | V | VR | PR | P | GF | GS | Diff |
| ----------- | --- | - | - | -- | -- | - | -- | -- | ---- |
| Stati Uniti | 9   | 3 | 3 | 0  | 0  | 0 | 82 | 18 | +64  |
| Brasile     | 6   | 3 | 2 | 0  | 0  | 1 | 46 | 39 | +7   |
| Porto Rico  | 3   | 3 | 1 | 0  | 0  | 2 | 29 | 58 | –29  |
| Messico     | 0   | 3 | 0 | 0  | 0  | 3 | 24 | 66 | –42  |

Risultati
| Squadra 1   | Risultato | Squadra 2   |
| ----------- | --------- | ----------- |
| Brasile     | 18-5      | Porto Rico  |
| Stati Uniti | 30-2      | Messico     |
| Stati Uniti | 28-9      | Porto Rico  |
| Brasile     | 21-10     | Messico     |
| Brasile     | 7-24      | Stati Uniti |
| Porto Rico  | 15-12     | Messico     |

#### Gruppo B
| Squadra   | Pti | G | V | VR | PR | P | GF | GS | Diff |
| --------- | --- | - | - | -- | -- | - | -- | -- | ---- |
| Canada    | 9   | 3 | 3 | 0  | 0  | 0 | 71 | 18 | +53  |
| Argentina | 6   | 3 | 2 | 0  | 0  | 1 | 43 | 21 | +22  |
| Cuba      | 3   | 3 | 1 | 0  | 0  | 2 | 24 | 58 | –34  |
| Cile      | 0   | 3 | 0 | 0  | 0  | 3 | 16 | 57 | –41  |

Risultati
| Squadra 1 | Risultato | Squadra 2 |
| --------- | --------- | --------- |
| Argentina | 20-4      | Cuba      |
| Canada    | 28-4      | Cile      |
| Canada    | 29-7      | Cuba      |
| Argentina | 16-3      | Cile      |
| Argentina | 7-14      | Canada    |
| Cuba      | 13-9      | Cile      |

## Fase finale
|  | Quarti di finale | Quarti di finale | Quarti di finale |             |           | Semifinali | Semifinali | Semifinali |        |                 | Finale          | Finale          | Finale |  |
|  |                  |                  |                  |             |           |            |            |            |        |                 |                 |                 |        |  |
|  | 2A               | Brasile          | 16               |             |           |            |            |            |        |                 |                 |                 |        |  |
|  | 2A               | Brasile          | 16               |             |           |            |            |            |        |                 |                 |                 |        |  |
|  | 3B               | Cuba             | 6                |             |           |            |            |            |        |                 |                 |                 |        |  |
|  | 3B               | Cuba             | 6                |             | Brasile   | Brasile    | 13         |            |        |                 |                 |                 |        |  |
|  |                  |                  |                  |             | Brasile   | Brasile    | 13         |            |        |                 |                 |                 |        |  |
|  |                  |                  | Canada           | Canada      | 12        |            |            |            |        |                 |                 |                 |        |  |
|  | 4A               | Messico          | Canada           | Canada      | 12        | 5          |            |            |        |                 |                 |                 |        |  |
|  | 4A               | Messico          |                  |             |           |            |            |            |        |                 |                 |                 |        |  |
|  | 1B               | Canada           | 20               |             |           |            |            |            |        |                 |                 |                 |        |  |
|  | 1B               | Canada           | 20               |             | Brasile   | Brasile    | 7          |            |        |                 |                 |                 |        |  |
|  |                  |                  |                  |             |           |            |            |            |        |                 |                 |                 |        |  |
|  |                  |                  | Stati Uniti      | Stati Uniti | 17        |            |            |            |        |                 |                 |                 |        |  |
|  | 2A               | Porto Rico       | Stati Uniti      | Stati Uniti | 17        | 9          |            |            |        |                 |                 |                 |        |  |
|  | 2A               | Porto Rico       |                  |             |           | 9          |            |            |        |                 |                 |                 |        |  |
|  | 3A               | Argentina        | 20               |             |           |            |            |            |        |                 |                 |                 |        |  |
|  | 3A               | Argentina        | 20               |             | Argentina | Argentina  | 7          |            |        | Finale 3º posto | Finale 3º posto | Finale 3º posto |        |  |
|  |                  |                  |                  |             | Argentina | Argentina  | 7          |            |        |                 |                 |                 |        |  |
|  |                  |                  | Stati Uniti      | Stati Uniti | 22        |            |            |            |        |                 |                 |                 |        |  |
|  | 1A               | Stati Uniti      | Stati Uniti      | Stati Uniti | 22        | 28         |            |            | Canada | Canada          | 10              |                 |        |  |
|  | 1A               | Stati Uniti      |                  |             |           |            |            |            | Canada | Canada          | 10              |                 |        |  |
|  | 4B               | Cile             | 2                |             |           | Argentina  | Argentina  | 12         |        |                 |                 |                 |        |  |

### Risultati

#### Quarti di finale
| Santiago del Cile 2 novembre 2023 | Brasile | 16 – 6 (3-1, 5-1, 4–3, 4-1) referto | Cuba | Centro Aquático del Parco dello Stadio Nazionale del Cile |

| Santiago del Cile 2 novembre 2023 | Porto Rico | 9 – 20 (2–4, 1–3, 3–7, 3–6) referto | Argentina | Centro Aquático del Parco dello Stadio Nazionale del Cile |

| Santiago del Cile 2 novembre 2023 | Stati Uniti | 28 – 2 (4–0, 9–0, 4–1, 11–1) referto | Cile | Centro Aquático del Parco dello Stadio Nazionale del Cile |

| Santiago del Cile 2 novembre 2023, ore X | Messico | 5 – 20 (0–4, 3–7, 1–4, 1–5) referto | Canada | Centro Aquático del Parco dello Stadio Nazionale del Cile |

#### Semifinali 5º - 8º posto
| Santiago del Cile 3 novembre 2023 | Cuba | 11 – 16 (3–5, 3–4, 3–2, 2–5) referto | Messico | Centro Aquático del Parco dello Stadio Nazionale del Cile |

| Santiago del Cile 3 novembre 2023 | Porto Rico | 16 – 6 (6–1, 6–2, 3–0, 1–3) referto | Cile | Centro Aquático del Parco dello Stadio Nazionale del Cile |

#### Semifinali 1º - 4º posto
| Santiago del Cile 3 novembre 2023 | Brasile | 13 – 12 (3–3, 2–3, 3–3, 5–3) referto | Canada | Centro Aquático del Parco dello Stadio Nazionale del Cile |

| Santiago del Cile 3 novembre 2023 | Argentina | 7 – 22 (1–6, 0–4, 4–6, 6–6) referto | Stati Uniti | Centro Aquático del Parco dello Stadio Nazionale del Cile |

#### Finale 7º posto
| Santiago del Cile 4 novembre 2023      | Cuba           | 11 (5) – 11 (4) (1-2, 0-2, 3-2, 3-1) referto | Cile | Centro Aquático del Parco dello Stadio Nazionale del Cile |
| \| \| \| \| \| \| Shootout 5 – 4 \| \| |                |                                              |      |                                                           |
|                                        |                |                                              |      |                                                           |
|                                        | Shootout 5 – 4 |                                              |      |                                                           |

#### Finale 5º posto
| Santiago del Cile 4 novembre 2023 | Messico | 9 – 13 (2-5, 4-2, 2–4, 1-2) referto | Porto Rico | Centro Aquático del Parco dello Stadio Nazionale del Cile |

#### Finale 3º posto
| Santiago del Cile 4 novembre 2023 | Canada | 10 – 12 (2-3, 1-3, 3–2, 4-4) referto | Argentina | Centro Aquático del Parco dello Stadio Nazionale del Cile |

#### Finale 1º posto
| Santiago del Cile 4 novembre 2023 | Brasile | 7 – 17 (1-2, 2-6, 2–5, 2-4) referto | Stati Uniti | Centro Aquático del Parco dello Stadio Nazionale del Cile |

## Classifica finale
| Pos | Squadre     |
| --- | ----------- |
|     | Stati Uniti |
|     | Brasile     |
|     | Argentina   |
| 4.  | Canada      |
| 5.  | Messico     |
| 6.  | Porto Rico  |
| 7.  | Cuba        |
| 8.  | Cile        |